# Albrecht Zimmermann
Philipp Wilhelm Albrecht Zimmermann (né à Brunswick, le 23 avril 1860 et mort à Berlin, le 22 février 1931) est un botaniste allemand.
La plante Cyphostemma zimmermannii dont il a récolté le type lui est dédiée.

## Œuvres
- Der Kaffee, Deutscher Auslandsverlag, 1926, 204 p.
- Die Gerberrinde liefernden Akazien, 1930 [3]